# Supercoupe d'Espagne masculine de handball
La Supercoupe d'Espagne masculine de handball était une compétition de clubs masculins de handball organisée entre 1985 et 2021 par l'ASOBAL. Opposant généralement le vainqueur du championnat au vainqueur de la Coupe du Roi, la compétition se déroule en un match unique disputé sur un lieu neutre (en principe) et changeant chaque année.
Le FC Barcelone a remporté 24 des 36 éditions disputées et seulement 5 autres clubs sont parvenus à s'imposer dans la compétition.
Depuis 2022, la compétition est remplacée par la Supercoupe ibérique masculine de handball.

## Palmarès
Le palmarès est
| Saison*     | Date de la finale                                          | Lieu                                                       | Vainqueur                                                  | Finaliste/Deuxième                                         | Score                                                      |
| ----------- | ---------------------------------------------------------- | ---------------------------------------------------------- | ---------------------------------------------------------- | ---------------------------------------------------------- | ---------------------------------------------------------- |
| 1985-1986   | ? 1985                                                     | Alicante                                                   | Atlético de Madrid                                         | FC Barcelone                                               | 27 – 22                                                    |
| 1986-1987   | 25 septembre 1986                                          | Borriana                                                   | FC Barcelone                                               | CB Calpisa Alicante                                        | 19 – 18                                                    |
| 1987-1988   | ? 1987                                                     | Ibiza                                                      | Atlético de Madrid                                         | Elgorriaga Bidasoa                                         | 22 – 20                                                    |
| 1988-1989   | ? 1988                                                     | Alcañiz                                                    | FC Barcelone                                               | Elgorriaga Bidasoa                                         | 29 – 21                                                    |
| 1989-1990   | ? 1989                                                     | Eibar                                                      | FC Barcelone                                               | Caja Madrid                                                | TTR                                                        |
| 1990-1991   | 9 septembre 1990                                           | Saragosse                                                  | FC Barcelone                                               | Teka Santander                                             | 22 – 18                                                    |
| 1991-1992   | 4 septembre 1991                                           | Saint-Sébastien                                            | FC Barcelone                                               | CBM Alzira Avidesa                                         | 29 – 21                                                    |
| 1992-1993   | 13 septembre 1992                                          | Torrelavega                                                | Teka Santander                                             | CBM Alzira Avidesa                                         | TTR                                                        |
| 1993-1994   | 12 septembre 1993                                          | Saragosse                                                  | FC Barcelone                                               | Elgorriaga Bidasoa                                         | 30 – 22                                                    |
| 1994-1995   | ? 1994                                                     | Grenade                                                    | Teka Santander                                             | FC Barcelone                                               | 29 – 28                                                    |
| 1995-1996   | ? 1995                                                     | Santander                                                  | Elgorriaga Bidasoa                                         | Caja Cantabria                                             | 29 – 28                                                    |
| 1996-1997   | ? 1996                                                     | Palencia                                                   | FC Barcelone                                               | Elgorriaga Bidasoa                                         | 25 – 15                                                    |
| 1997-1998   | ? 1997                                                     | Moguer                                                     | FC Barcelone                                               | Caja Cantabria                                             | 30 – 28                                                    |
| 1998-1999   | Pas de compétition                                         | Pas de compétition                                         | Pas de compétition                                         | Pas de compétition                                         | Pas de compétition                                         |
| 1999-2000   | ? 1999                                                     | Pilar de la Horadada                                       | FC Barcelone                                               | Portland San Antonio                                       | 27 – 23                                                    |
| 2000-2001   | ? 2000                                                     | Ibiza                                                      | FC Barcelone                                               | BM Valladolid                                              | 34 – 32ap                                                  |
| 2001-2002   | 16 septembre 2001                                          | Tudela                                                     | Portland San Antonio                                       | Ademar León                                                | 26 – 24                                                    |
| 2002-2003   | 8 septembre 2002                                           | León                                                       | Portland San Antonio                                       | Ademar León                                                | 33 – 27                                                    |
| 2003-2004   | 7 septembre 2003                                           | Eibar                                                      | FC Barcelone                                               | BM Ciudad Real                                             | 26 – 25                                                    |
| 2004-2005   | 11 septembre 2004                                          | Lérida                                                     | BM Ciudad Real                                             | FC Barcelone                                               | 32 – 29ap                                                  |
| 2005-2006   | 11 septembre 2005                                          | Malaga                                                     | Portland San Antonio                                       | BM Valladolid                                              | 29 – 27                                                    |
| 2006-2007   | 6 septembre 2006                                           | Pontevedra                                                 | FC Barcelone                                               | BM Valladolid                                              | 36 – 33                                                    |
| 2007-2008   | 9 septembre 2007                                           | Salamanque                                                 | BM Ciudad Real                                             | FC Barcelone                                               | 32 – 30                                                    |
| 2008-2009   | 7 septembre 2008                                           | Albacete                                                   | FC Barcelone                                               | BM Ciudad Real                                             | 26 – 25                                                    |
| 2009-2010   | 6 septembre 2009                                           | Guadalajara                                                | FC Barcelone                                               | BM Ciudad Real                                             | 33 – 26                                                    |
| 2010-2011   | 5 septembre 2010                                           | Cordoue                                                    | BM Ciudad Real                                             | FC Barcelone                                               | 29 – 28                                                    |
| 2011-2012   | 5 septembre 2011                                           | Madrid                                                     | BM Atlético de Madrid                                      | FC Barcelone                                               | 33 – 26                                                    |
| 2012-2013   | 8 septembre 2012                                           | Madrid                                                     | FC Barcelone                                               | BM Atlético de Madrid                                      | 34 – 31                                                    |
| 2013-2014   | 6 septembre 2013                                           | Barcelone                                                  | FC Barcelone                                               | Naturhouse La Rioja                                        | 40 – 31                                                    |
| 2014-2015   | 31 août 2014                                               | Tarragone                                                  | FC Barcelone                                               | BM Granollers                                              | 32 – 28                                                    |
| 2015-2016   | 2 septembre 2015                                           | Saragosse                                                  | FC Barcelone                                               | BM Granollers                                              | 26 – 23                                                    |
| 2016-2017   | 2 septembre 2016                                           | Pampelune                                                  | FC Barcelone                                               | SCDR Anaitasuna                                            | 38 – 30                                                    |
| 2017-2018   | 3 septembre 2017                                           | Ciudad Real                                                | FC Barcelone                                               | Naturhouse La Rioja                                        | 31 – 25                                                    |
| 2018-2019   | 2 septembre 2018                                           | Logroño                                                    | FC Barcelone                                               | Naturhouse La Rioja                                        | 35 – 27                                                    |
| 2019-2020   | 4 septembre 2019                                           | Cuenca                                                     | FC Barcelone                                               | BM Cuenca                                                  | 33 – 22                                                    |
| 2020-2021   | 29 août 2020                                               | Benidorm                                                   | FC Barcelone                                               | BM Benidorm                                                | 38 – 18                                                    |
| 2021-2022   | 4 septembre 2021                                           | Torrelavega                                                | FC Barcelone                                               | Ademar León                                                | 30 – 27                                                    |
| depuis 2022 | Remplacée par la Supercoupe ibérique masculine de handball | Remplacée par la Supercoupe ibérique masculine de handball | Remplacée par la Supercoupe ibérique masculine de handball | Remplacée par la Supercoupe ibérique masculine de handball | Remplacée par la Supercoupe ibérique masculine de handball |

* La Supercoupe se déroule en début de saison sportive, donc, par exemple, l'édition de la saison N/N+1 a lieu généralement entre fin août et début septembre de l'année N.

## Bilan par club
| Rang | Club                           | Titres | Années* |
| ---- | ------------------------------ | ------ | --- |
| 1    | FC Barcelone                   | 24     | 1986, 1988, 1989, 1990, 1991, 1993, 1996, 1997, 1999, 2000, 2003, 2006, 2008, 2009, 2012, 2013, 2014, 2015, 2016, 2017, 2018, 2019, 2020, 2021 |
| 2    | BM Ciudad Real/Atlético Madrid | 4      | 2004, 2007, 2010, 2011 |
| 3    | Portland San Antonio           | 3      | 2001, 2002, 2005 |
| 4    | Club Atlético de Madrid        | 2      | 1985, 1987 |
| 4    | Teka Santander                 | 2      | 1994, 1996 |
| 6    | CD Bidasoa Irún                | 1      | 1995 |

* L'année indiquée ici présente l'année civile à laquelle s'est disputée la compétition. Celle-ci se disputant traditionnellement en début saison sportive, la victoire à l'année N correspond à la saison N-N+1.